# Ashtabula
Ashtabula es un género de arañas araneomorfas de la familia Salticidae. Se encuentra en América Latina.   

## Lista de especies
Según The World Spider Catalog 12.5:
- Ashtabula bicristata (Simon, 1901)
- Ashtabula cuprea Mello-Leitão, 1946
- Ashtabula dentata F. O. Pickard-Cambridge, 1901
- Ashtabula dentichelis Simon, 1901
- Ashtabula furcillata Crane, 1949
- Ashtabula glauca Simon, 1901
- Ashtabula montana Chickering, 1946
- Ashtabula sexguttata Simon, 1901
- Ashtabula zonura Peckham & Peckham, 1894